# Linia kolejowa nr 73
Linia kolejowa nr 73 Sitkówka Nowiny – Busko-Zdrój – linia kolejowa w województwie świętokrzyskim otwarta 17 maja 1953 roku. Na odcinku od stacji Sitkówka-Nowiny do Włoszczowic jest dwutorowa, a dalej do Buska-Zdroju jest jednotorowa. Odcinek dwutorowy został zelektryfikowany w 1976 roku, jednotorowy w 1987 r.
Linia obsługiwała ruch pasażerski do 18 kwietnia 2005. Od 2017 r. rozważano reaktywację linii w związku ze wzrostem popularności turystycznej Buska-Zdrój. Ponowna obsługa pasażerska linii kolejowej odbywa się od rozkładu 2018/2019.
Rozporządzenie Rady Ministrów z dnia 29 kwietnia 2019 r. zmieniające rozporządzenie w sprawie wykazu linii kolejowych o znaczeniu państwowym wymienia linię kolejową na liście linii kolejowych o znaczeniu państwowym wraz z planowaną linią kolejową Busko-Zdrój - Szczucin i linią kolejową nr 115 Szczucin - Tarnów. Rozporządzenie weszło w życie po upływie 14 dni od dnia ogłoszenia w Dzienniku Ustaw, czyli 29 maja 2019 roku. 12.08.2023 rozstrzygnięto przetarg na modyfikację toru klasycznego na bezstykowy z Włoszczowic do Buska Zdroju. Roboty wykonało konsorcjum PPMT Gdańsk/Gór-Tor Stupsk, dzięki którym wzrosła prędkość szlakowa dla pociągów pasażerskich z 80 do 100 km/h.
01.07.2024 roku rozstrzygnięto przetarg na remont torów w stacji Włoszczowice. Roboty wykonało konsorcjum PPMT Gdańsk

## Infrastruktura

### Posterunki ruchu i punkty ekspedycyjne
Na linii znajdują się 10 różnych punktów eksploatacyjnych, w tym 5 stacji kolejowych, 5 przystanków.
| Rodzaj i nazwa                  | Zdjęcie | Liczba peronów | Liczba krawędzi peronowych | Infrastruktura |
| stacja Sitkówka Nowiny          |         | 2              | 4                          |                |
| przystanek Brzeziny             |         | 2              | 2                          |                |
| stacja Nida                     |         | 1              | 2                          |                |
| przystanek Dębska Wola          |         | 1              | 2                          |                |
| stacja Włoszczowice             |         | 2              | 4                          |                |
| przystanek Kije                 |         | 1              | 1                          |                |
| przystanek Stawiany Pińczowskie |         | 3              | 3                          |                |
| stacja Szarbków                 |         | 1              | 1                          |                |
| przystanek Grochowiska          |         | 1              | 1                          |                |
| stacja Busko-Zdrój              |         | 2              |                            |                |